# Tierra (simulazione)
Tierra è una simulazione su computer sviluppata dall'ecologista Thomas S. Ray all'inizio degli anni 90 i cui programmi competono per l'utilizzo di tempo processore CPU e della memoria centrale. I programmi in Tierra possono evolvere, possono mutare, si auto riparano e si ricombinano. Tierra è un classico esempio di modello di vita artificiale; nella metafora di Tierra i singoli programmi possono essere considerati come organismi che competono per l'energia (tempo CPU) e le risorse (memoria centrale).
Il modello di base di Tierra è stato usato per esplorare sperimentalmente i processi di base delle dinamiche evolutive ed ecologiche.